# Ленка Біттер
Ленка Біттер, (до шлюбу — Дюрр; 10 грудня 1990, Меммінген) — німецька волейболістка, грала на позиції ліберо . Дворазова віцечемпіонка Європи. Переможниця молодіжної першості світу і чемпіонату Європи серед дівчат.

## Із біографії
Учасниця двох чемпіонатів світу. 2014 року в Італії її команда посіла 9 місце, а 2018 року в Японії — 11 місце. На обох турнірах була основним ліберо команди.
Всього у складі збірної Німеччини провела 194 матчі.
У шлюбі з волейбольним тренером Костянтином Біттером.

## Клуби
| Роки      | Команди                    |
| --------- | -------------------------- |
| 2005—2006 | «Штраубінг»                |
| 2006—2013 | «Роте Рабен» (Фільсбібург) |
| 2013—2014 | «Ігтисадчі» (Баку)         |
| 2014—2015 | «Азеройл» (Баку)           |
| 2015—2016 | «Імпель» (Вроцлав)         |
| 2016—2017 | «Шверінер СК»              |
| 2017—2018 | КСМ (Тирговіште)           |
| 2018—2019 | «Роте Рабен» (Фільсбібург) |
| 2019—2021 | «Дрезднер СК»              |

## Досягнення
У клубах
Чемпіонат Німеччини
- Перше місце (4): 2008, 2010, 2017, 2021

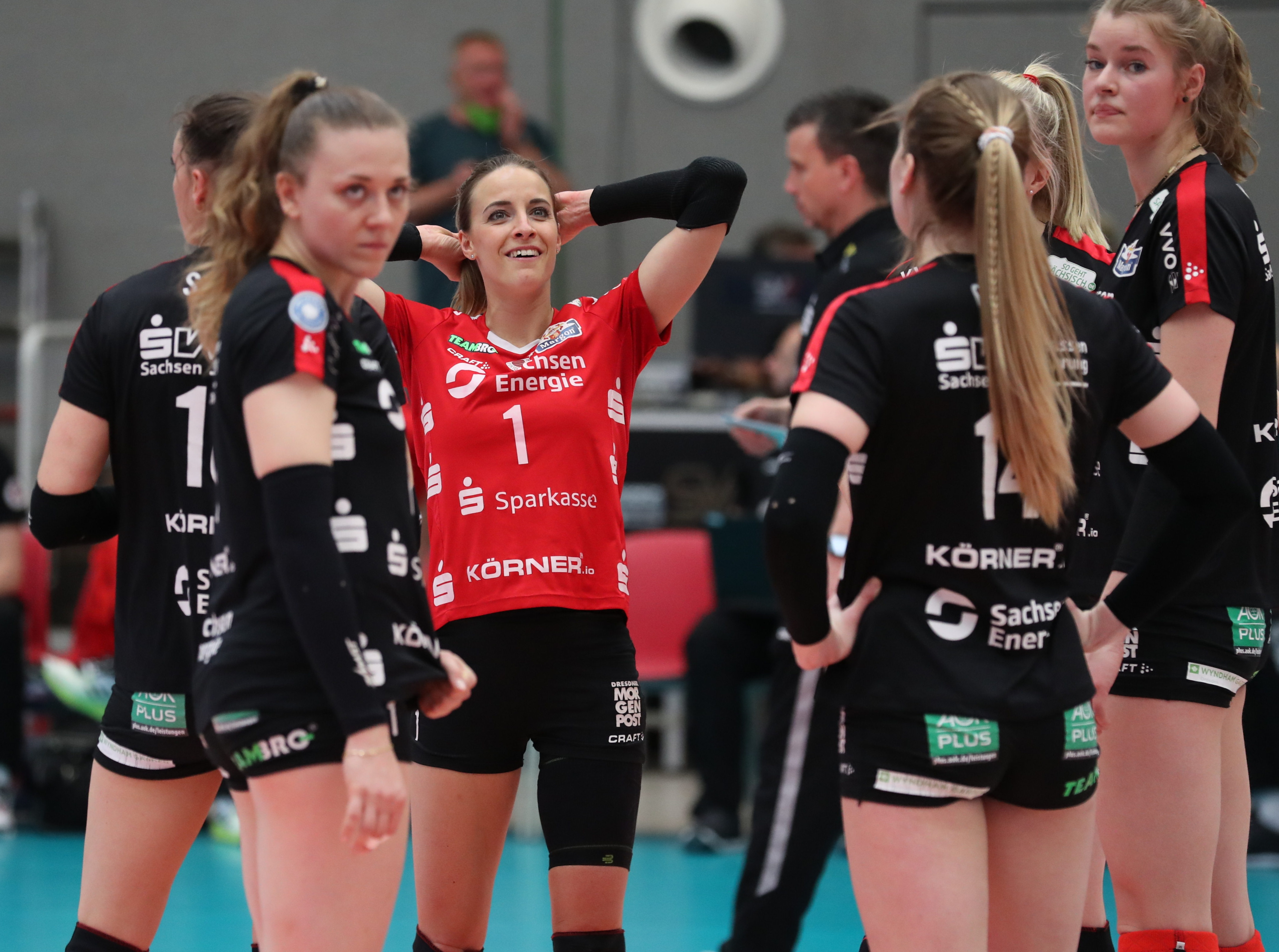
2021 рік

- Друге місце (1): 2009
- Третє місце (3): 2011, 2012, 2013

Кубок Німеччини
- Перше місце (2): 2009, 2020

Чемпіонат Азербайджану
- Третє місце (2): 2014, 2015

Чемпіонат Польщі
- Третє місце (1): 2016

Чемпіонат Румунії
- Третє місце (1): 2018

У збірних
Чемпіонат Європи серед дівчат
- Перше місце (1): 2007

Молодіжний чемпіонат світу
- Перше місце (1): 2009

Світове гран-прі
- Третє місце (1): 2009

Чемпіонат Європи
- Друге місце (2): 2011, 2013

Європейська ліга
- Перше місце (1): 2013

Турнір «Volley Masters Montreux»
- Перше місце (1): 2014
- Друге місце (1): 2017

Індивідуальні нагороди
- 2013 — Найкраща ліберо Європейської ліги[9]
- 2014 — Найкраща ліберо і чемпіонка турніру «Volley Masters Montreux»
- 2017 — Найкраща ліберо турніру «Volley Masters Montreux»